# 4682 Bykov
A 4682 Bykov (ideiglenes jelöléssel 1973 SO4) a Naprendszer kisbolygóövében található aszteroida. Ljudmila Ivanovna Csernih fedezte fel 1973. szeptember 27-én.